# Traxtorm Records
Traxtorm Records è un'etichetta discografica italiana, specializzata nel genere hardcore.
Fondata da The Stunned Guys nel 1995, oltre agli stessi creatori, ha prodotto album di artisti quali: Amnesys, AniMe, Art of Fighters, DJ Mad Dog, The Melodyst, Nico & Tetta, Placid K, The Sickest Squad, Tommyknocker e Unexist.